# Socialisme utòpic i socialisme científic
Socialisme utòpic i socialisme científic és un llibre breu publicat per primera vegada el 1880 pel socialista d'origen alemany Friedrich Engels. El treball es va extreure principalment d'una obra més llarga publicada el 1878, Anti-Dühring. Va aparèixer per primera vegada en llengua francesa.
Pensat com una divulgació de les idees marxistes per als lectors de la classe obrera, el llibre va ser una de les publicacions fonamentals del moviment socialista internacional a finals del segle XIX i principis del XX, venent desenes de milers d'exemplars.
El llibre va ser publicat en català per Edicions 62 el 1968, dins la col·lecció L'Escorpí.